# نیل سندرسون
نیل کریستوفر سندرسون (به انگلیسی: Neil Sanderson) متولد ۱۷ دسامبر ۱۹۷۸ است که در سال ۲۰۰۰ به همراه آدام گانتیر گروه تری دیز گریس را تشکیل داد. او از دوستان دوران دبیرستان گانتیر در نوروود بود. آنها همچنین پروژه‌ای در سال ۱۹۹۵ با نام گروندسول ایجاد کردند که بعد از چند سال منجر به تشکیل تری دیز گریس شد.